# Benedict Tonon

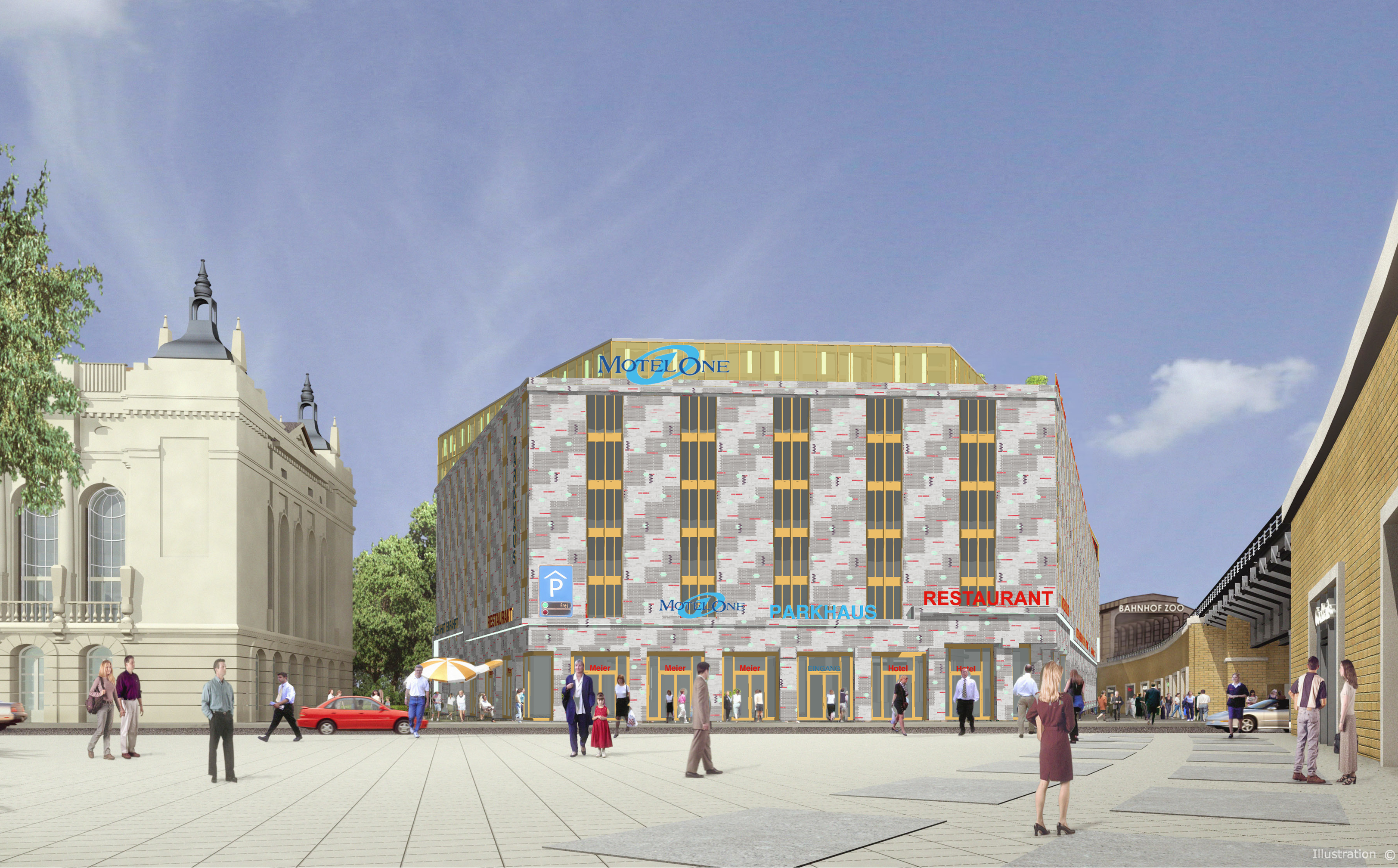
Motel One am Bahnhof Zoo, Berlin, 2006

Benedict Tonon (* 1944 in Hamburg) ist ein deutscher Architekt und ehemaliger Hochschulprofessor, der in Berlin lebt und arbeitet.

## Leben
Seit 1978 arbeitet Benedict Tonon als freischaffender Architekt. Zuvor hatte er als Angestellter von Josef Paul Kleihues gearbeitet, dort unter anderem an der Wohnbebauung am Vinetaplatz. Zwischenzeitlich übernahm er Aufgaben im Büro von Oswald Mathias Ungers, so zum Beispiel beim Entwurf der IBA-Bebauung am Lützowplatz in Berlin. Bis 1992 betrieb Tonon ein gemeinsames Architekturbüro mit Klaus Theo Brenner. Von 1994 bis 2010 war Tonon Professor im Fach Grundlagen der Baukonstruktion und Entwerfen an der Berliner Universität der Künste (bis 2001 Hochschule der Künste HdK). Ein besonderes Interesse von Benedict Tonon ist die Verknüpfung von Theorie und Praxis des Entwerfens. Er promovierte 2017 zum Dr. Phil. an der Universität der Künste. Die Dissertationsschrift wurde 2021 mit dem Titel Architektur – eine hermeneutische Kunst veröffentlicht. In dem Buch setzt sich Tonon auseinander mit den Verflechtungen von Philosophie, Architektur, Gestaltung und Wahrnehmung.

## Werk
Das Werk von Benedict Tonon ist eins der herausragenden Beispiele für eine Architektur, die der Kunsthistoriker Heinrich Klotz als die „Revision der Moderne“  bezeichnet. Bei dieser zeitgenössischen Form von Architektur geht es den Planenden darum, einen reflexiven Blick auf die Architekturgeschichte zu richten – also eine Form von Rückbesinnung zu ermöglichen – ohne dabei in postmoderne Beliebigkeit oder Eklektizismus zu verfallen.
Im Rahmen der der Internationalen Bauausstellung Berlin 1987 (IBA 87) entwickelten und erprobten Tonon/Brenner den Planungsansatz einer reflexiven Moderne anhand zweier Projekte in Berlin-Tiergarten. Eines der Ziele der Bauausstellung bestand darin, in der Berliner Innenstadt öffentliche und private Räume mit individuellem Charakter zu schaffen, ganz anders als es die „soziale Logik des Allgemeinen“ in der Hochphase der Moderne noch verlangte. Diesem neuen Paradigma entsprechend, entstand für die Situation des Hotel Berlin, Berlin eine neue stadträumliche Interpretation: Tonon und Brenner – nur für den städtebaulichen Entwurf und die Fassade zuständig – entwarfen einen Hoteltrakt, welcher in einem Kurvenverlauf die Karl-Heinrich-Ulrichs-Straße zur Schillstraße herumführt und so den historischen Stadtraum des zerstörten Lützowplatzes wieder herstellt. Für das IBA-Projekt Villenquartier Rauchstraße in Berlin-Tiergarten, welches dem sozialen Wohnungsbau die historische Referenz eines kleinteiligen Maßstabs als Orientierungspunkt vorgab, entwarfen Tonon und Brenner eine Stadtvilla an der Thomas-Dehler-Straße (1982–1984).
Präsent im Berliner Stadtbild sind vier Brücken, die nach Entwürfen von Tonon errichtet wurden. Zusammen mit Brenner  – ebenfalls im Rahmen der IBA – realisierte Tonon den Hiroshimasteg über den Landwehrkanal (1986–1987). Etwas außerhalb der Stadt, in Dreilinden, steht die Königswegbrücke (1995–1997). Deutlich sichtbar in der Innenstadt sind hingegen die Marschallbrücke über die Spree in Berlin-Mitte (1995–1998) sowie der Anhalter Steg über den Landwehrkanal (1999–2001).
Unklar ist die Beteiligung von Tonon am Neubau des Bauhaus-Museums am Stéphane-Hessel-Platz in Weimar. Der Wettbewerbsentwurf wurde 2012 als ein gemeinsamer Beitrag von Heike Hanada und Benedict Tonon eingereicht. Die weitere Entwurfsplanung und Ausführung gelten jedoch als Werk von Hanada allein. Dieser Umstand allein wäre nicht weiter diskussionswürdig, wenn sich der realisierte Museumsbau nicht so stark vom Wettbewerbsentwurf unterscheiden würde. Zudem wurde die hermetische Monumentalität des ausgeführten Baus nach dessen Eröffnung 2019 kontrovers diskutiert.
Die Entwürfe von Tonon wurden mit Preisen ausgezeichnet. Im Jahr 2000 erhielt er den Deutschen Städtebaupreis, für seine Bauten der Fachhochschule Brandenburg in Brandenburg an der Havel.

## Veröffentlichungen
- Architektur – eine hermeneutische Kunst: Ereignis, Deutung, Sinn. Park Books, Zürich 2021, ISBN 978-3-03860-241-5.
- Benedict Tonon – Brücken, Häuser, Orte. Park Books, Zürich 2022, ISBN 978-3-03860-313-9.

## Bildergalerie

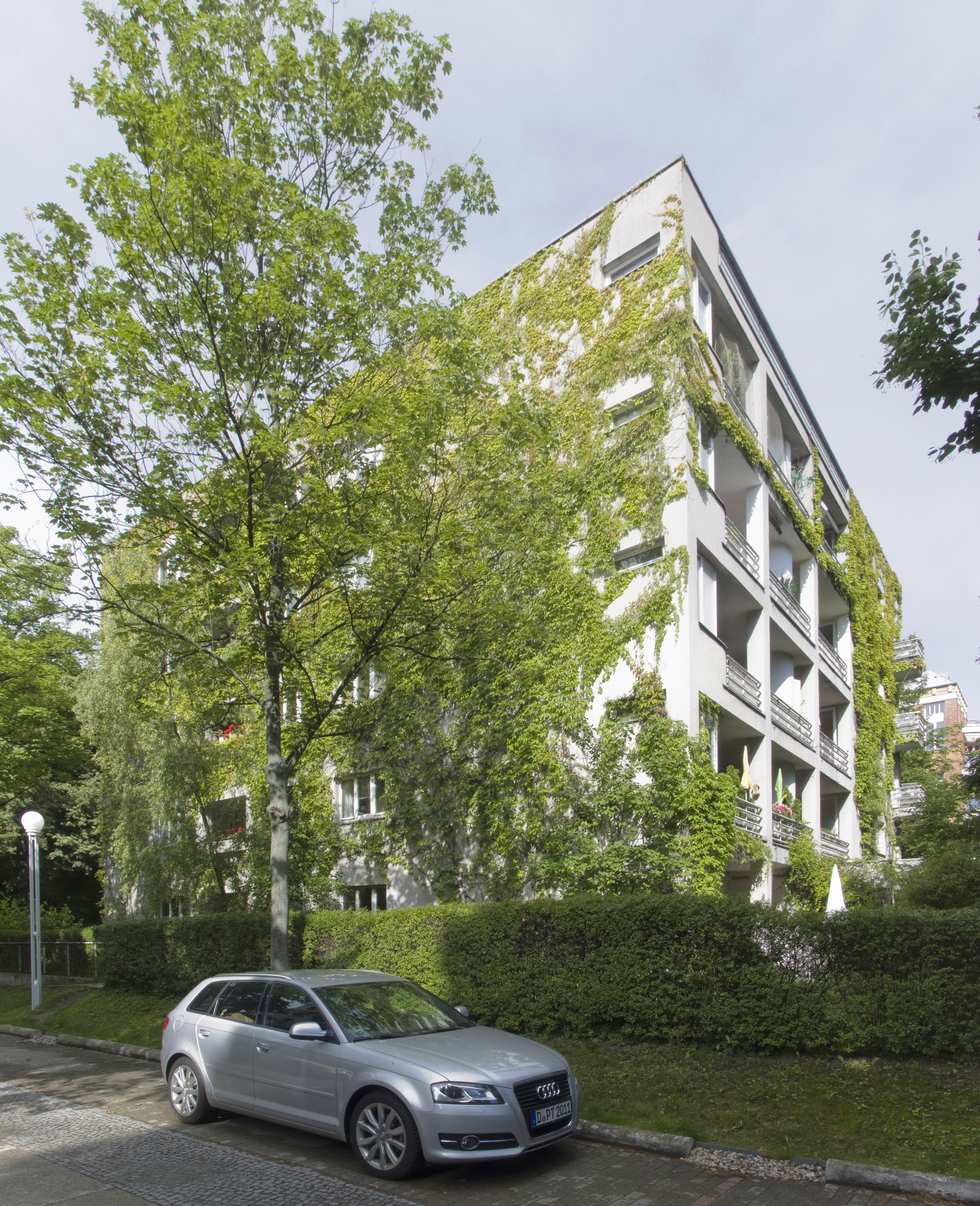
IBA-Stadtvilla Thomas-Dehler-Straße, Berlin-Tiergarten, 1982–1984
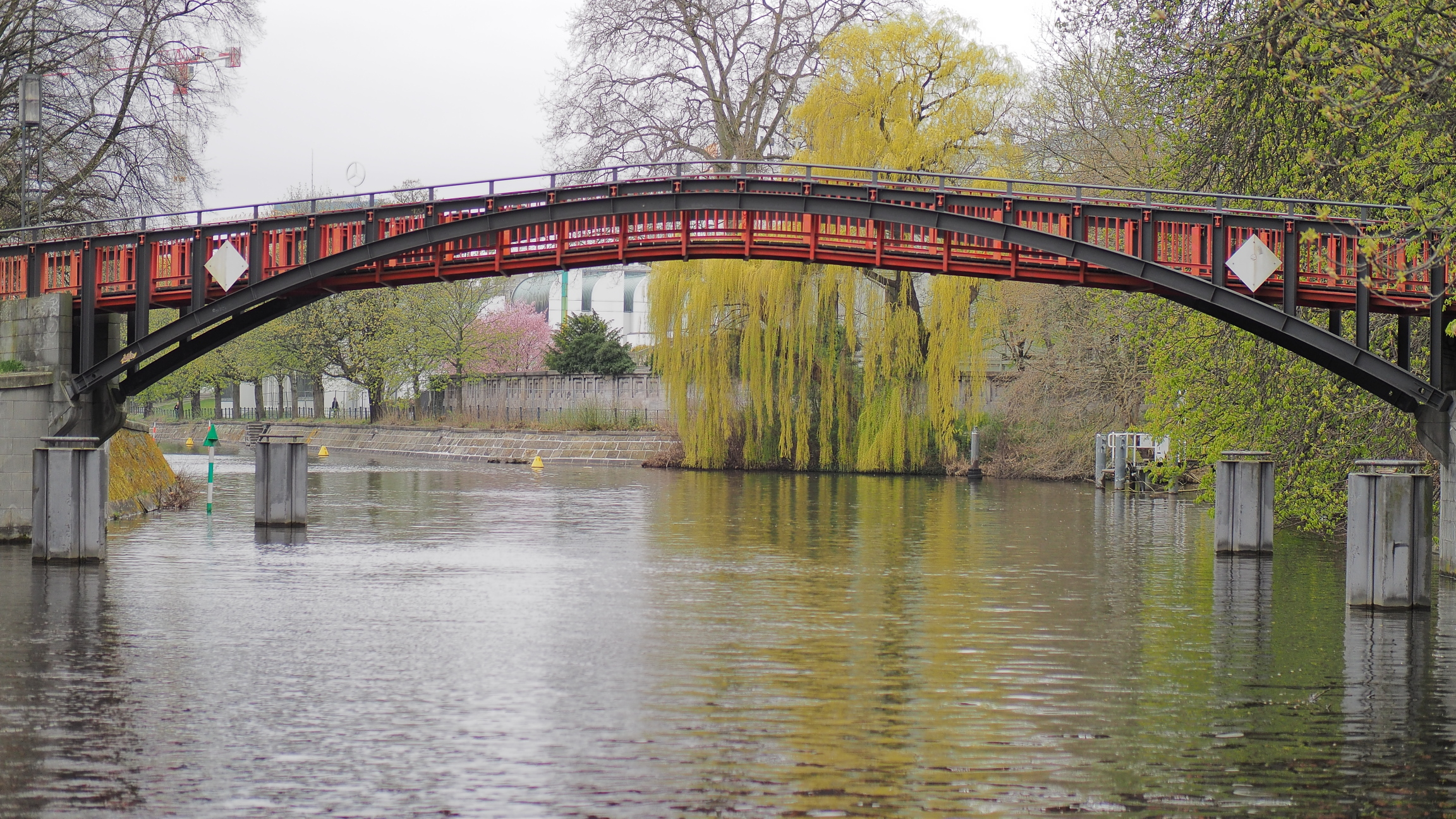
Hiroshimasteg, 1986–1987
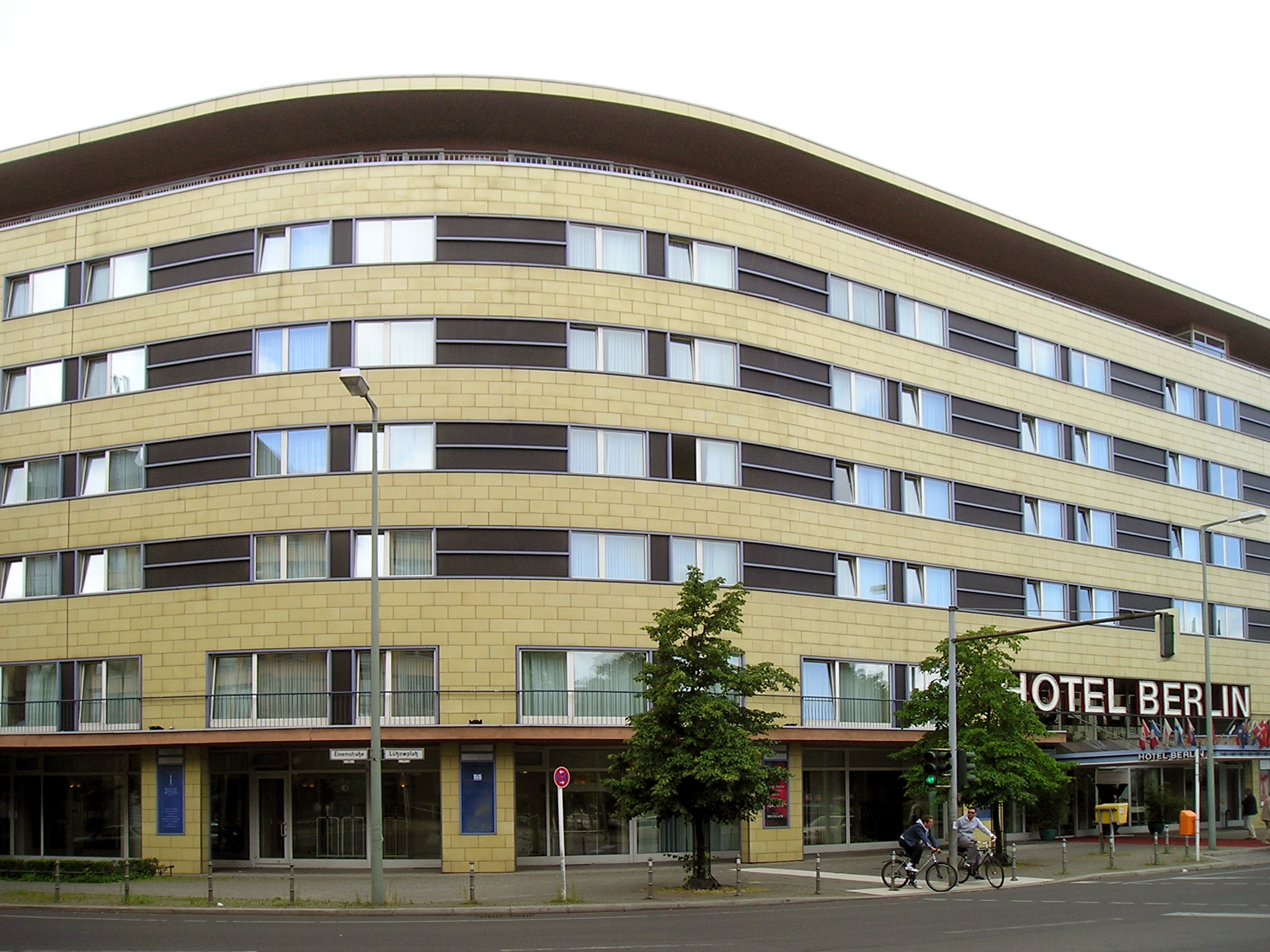
Hotel Berlin, Berlin, Lützowplatz, 1986–1987
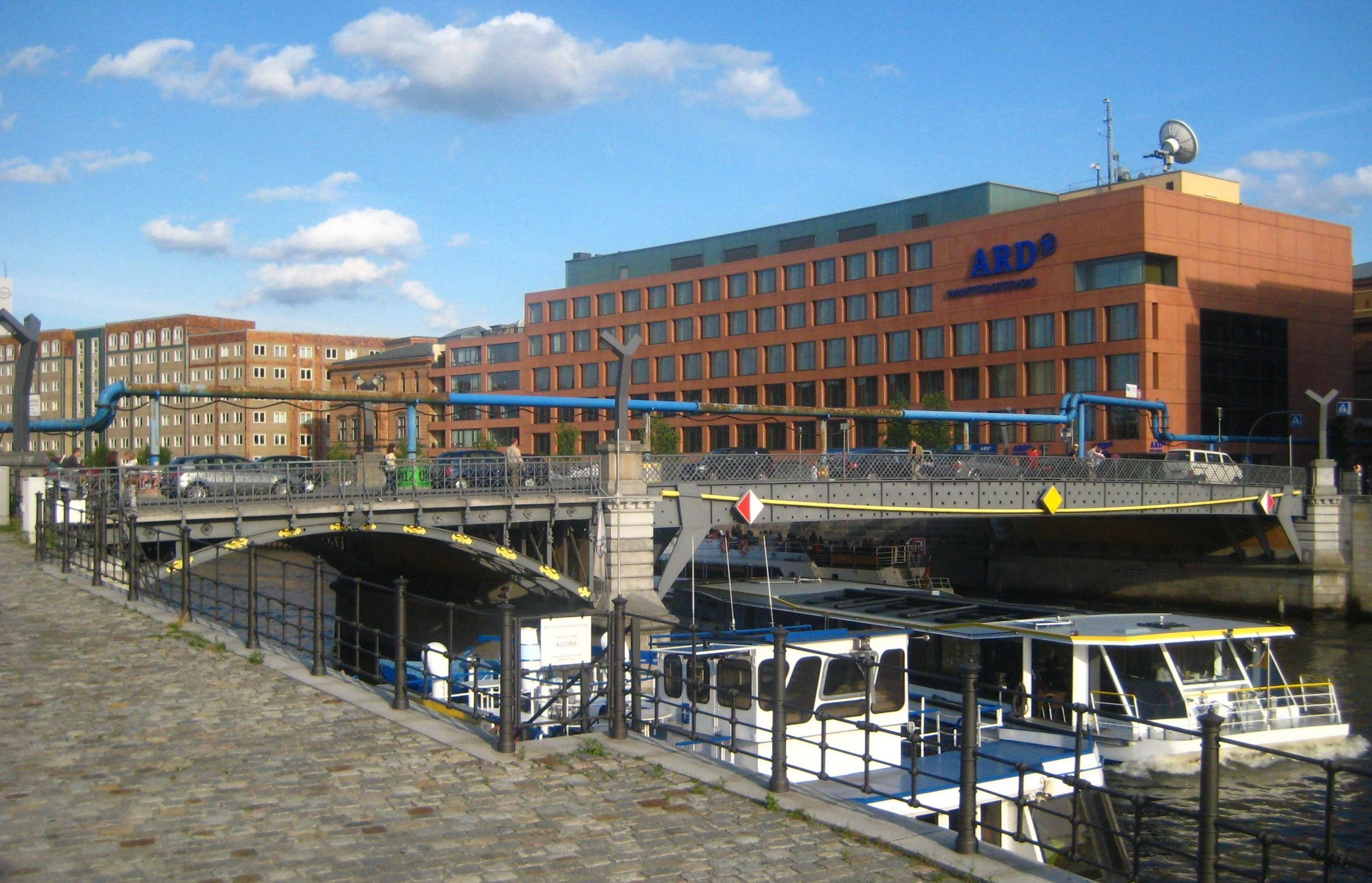
Marschallbrücke, 1995–1998
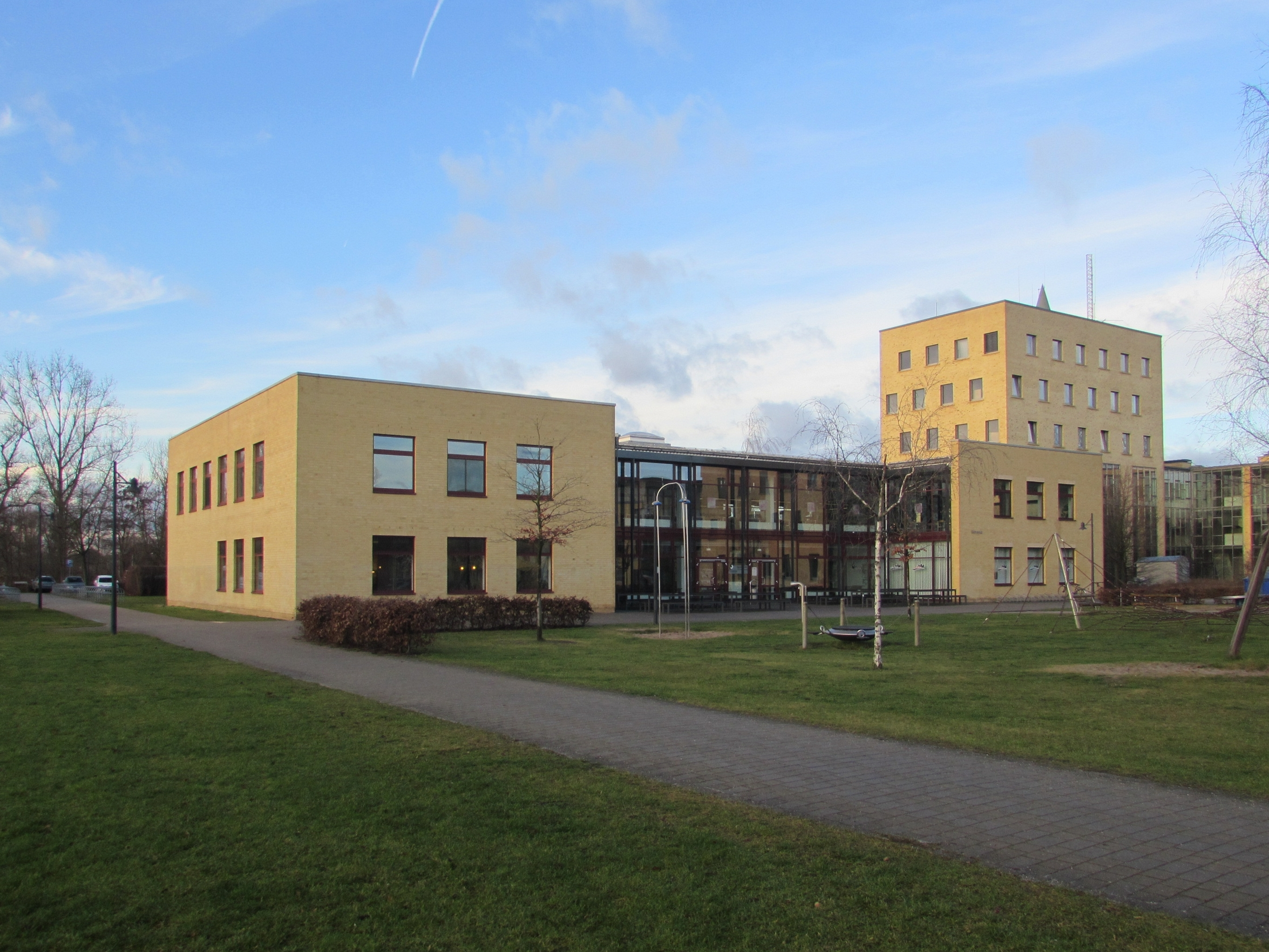
Fachhochschule Brandenburg, 1999
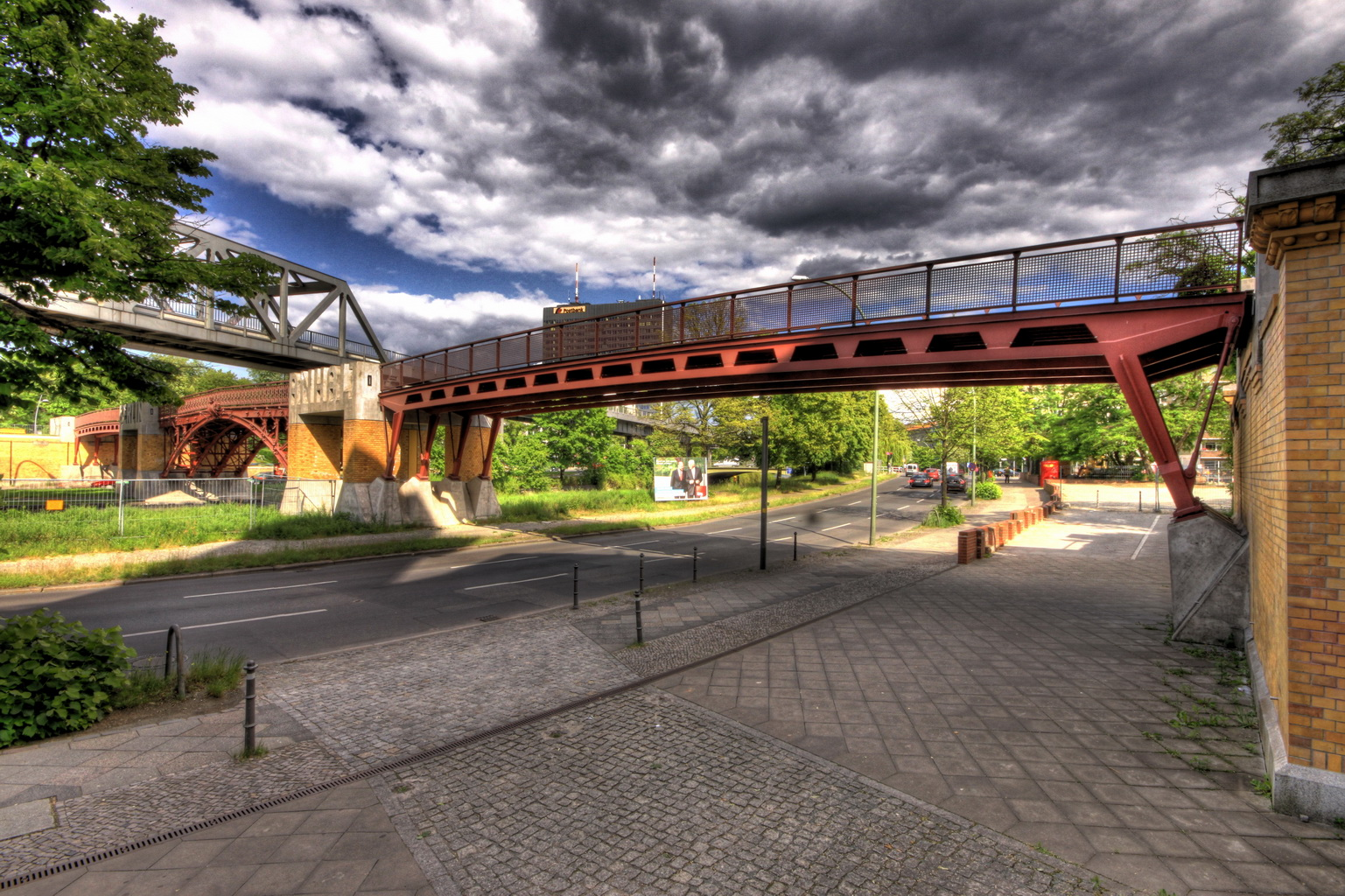
Anhalter Steg, 1999–2001
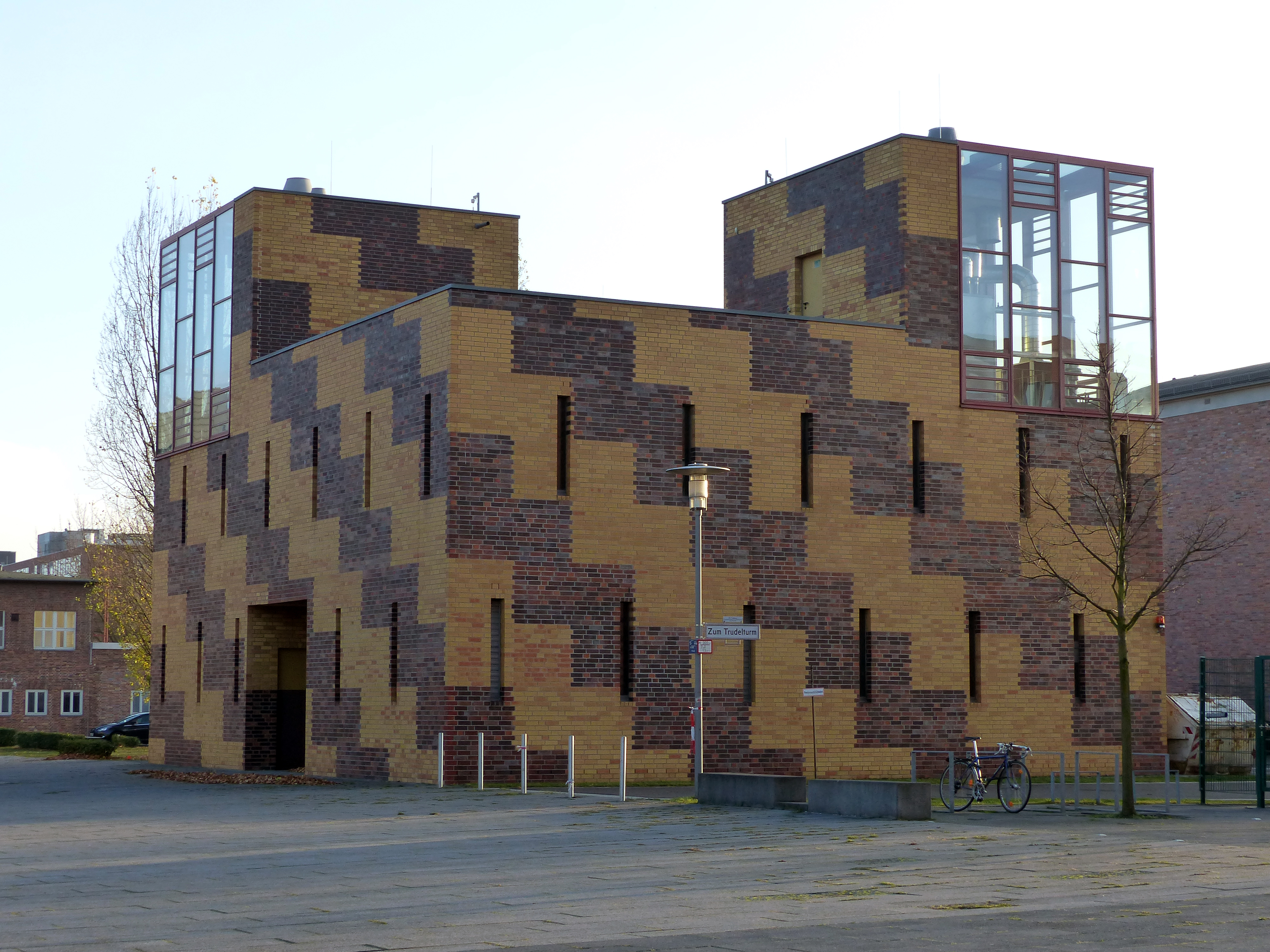
Gefahrstofflager HU-Berlin, Campus Adlershof, 2002
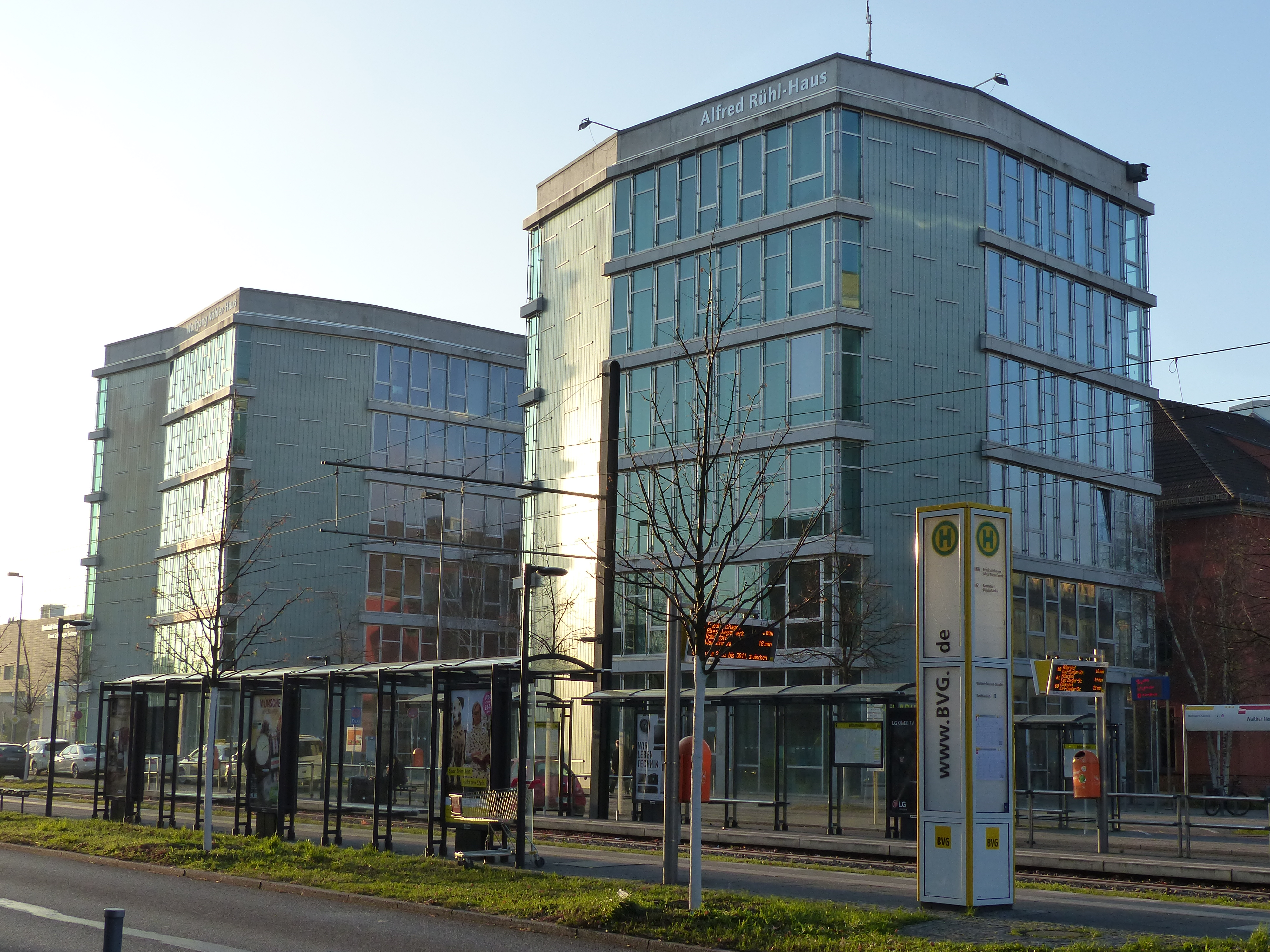
Wolfgang-Köhler-Haus (Institut für Psychologie) und Alfred-Rühl-Haus (Geographisches Institut) der HU-Berlin, Campus-Adlershof, 2004

## Werkliste
Angabe zur Werkliste entstammen folgender Publikation: Benedict Tonon – Brücken, Häuser, Orte. Park Books, Zürich 2022, ISBN 978-3-03860-313-9.

### Ausgeführte Entwürfe
- 1975–1977: Villa an der Oberalster, Hamburg-Wohldorf
- 1982–1984: Mehrfamilienhaus Stadtvilla im Tiergartenviertel, IBA 87
- 1983–1990: Städtebaulicher Entwurf und Fassadenplanung Hotel Berlin, Berlin am Lützowplatz, IBA 87
- 1985–1997: Wohn- und Geschäftshaus, Hamburg-Barmbek
- 1986–1987: Hiroshimasteg (Brücke über den Landwehrkanal), IBA 87
- 1987–1994: Sportanlage Windmühlenberg, Berlin-Gatow
- 1991–1994: Geschäftshaus der Hamburger Sparkasse, Hamburg-Barmbek
- 1991–1997: Umbau und Glas-Atrium des Gebäudes der Deutsche Bank, Unter den Linden, Berlin-Mitte
- 1992–1997: Wohnquartier Leopoldplatz, Dortmund
- 1992–1993: Städtebaulicher Entwurf, Technische Hochschule Brandenburg
- 1992–1998: Technisches Zentrum, Technische Hochschule Brandenburg
- 1992–1999: Siedlung Buchenkamp, Hamburg-Volksdorf
- 1993–2003: Mehrfamilienwohnhaus Schnecke, Holsteiner Ufer, Berlin-Tiergarten
- 1995–1997: Königsweg-Brücke, Berlin-Dreilinden
- 1995–1998: Marschallbrücke, Berlin-Mitte
- 1995–2000: Kindergarten, Sozialstation und Wohnen, Pulvermühle, Wasserstadt Berlin-Oberhavel
- 1996–1998: Brücke Berlin-Anhalt, Landwehrkanal, Berlin-Kreuzberg
- 1996–1999: Wohnquartier Schultheiss, Wasserstadt Berlin-Oberhavel
- 1996–1999: Wohnquartier Lazarett, Potsdam
- 1998–2002: Gefahrstofflager der Humboldt-Universität, Berlin-Adlershof
- 1998–2002: Institutsgebäude der Humboldt-Universität, Berlin-Adlershof
- 2002–2008: Passage Yva-Bogen (Gewerbe, Hotel, Parkhaus), Berlin-Charlottenburg
- 2003–2005: Wetzlar-Grundschule, Berlin-Buckow
- 2003–2008: Einkaufszentrum LlO (Lichterfelde Ost), Berlin-Lichterfelde
- 2007–2009: Waldorfkindergarten, Berlin-Prenzlauer Berg
- 2012: Wettbewerb und Entwurfsbegleitung Bauhaus-Museum, Weimar

### Nicht ausgeführte Projekte und Wettbewerbsentwürfe
- 1983: Winterfeldplatz, Berlin
- 1983: Brücke über die Weser, Teerhof Bremen
- 1983: Museum für Moderne Kunst, Frankfurt am Main
- 1991: Quartier 203 Friedrichstraße/Leipziger Straße, Berlin-Mitte
- 1992: Städtebaulicher Entwurf Gebiet am Bahnhof Friedrichstraße, Berlin-Mitte
- 1997: Idee Schlossplatz, Berlin-Mitte
- 1998: Bibliothek und Informationszentrum der Humboldt-Universität, Berlin-Adlershof
- 1999: Städtebaulicher Entwurf Gebiet Deichtor und Ericus, Hamburg
- 1999: Städtebaulicher Entwurf für eine Passage und Multiplexkino am Bahnhof Zoologischer Garten, Berlin-Charlottenburg
- 2000: Brücke über die Oker, Braunschweig
- 2001: Biosphärenhalle Bundesgartenschau, Potsdam
- 2006: Brücke über den Landwehrkanal zum Gleisdreieck-Park, Berlin-Kreuzberg
- 2006: Bebauung Teerhof, Bremen
- 2008: Brücke über die Regnitz, Bamberg
- 2013: Kontor Heinemann, Brooktorkai Hamburg
- 2013–2014: Wohnbebauung am Holocaust-Mahnmal, Berlin-Mitte
- 2014: Umbau der St.-Hedwigs-Kathedrale, Berlin-Mitte
- 2015: Bauhaus-Museum Dessau
- 2016: Museum des 20. Jahrhunderts, Kulturforum Berlin-Tiergarten
- 2017: Besucherzentrum für das Mies-van-der-Rohe-Haus, Berlin-Hohenschönhausen
- 2021: Hochhäuser am Yva-Bogen, Berlin-Charlottenburg